# Blaberidae
Blaberidae zijn een familie van insecten die behoort tot de kakkerlakken (Blattodea). Veel soorten uit de familie komen wereldwijd voor en worden beschouwd als plaaginsect.

## Kenmerken
De lichaamslengte bedraagt doorgaans 2,5 tot 6 centimeter. De lichtbruine vleugels hebben een donkere tekening en zijn goed ontwikkeld. Er zijn ook soorten met ongevleugelde vrouwtjes, die zich ingraven onder boomstronken en stenen. Het pronotum kan zeer breed zijn.

## Leefwijze
Het voedsel van deze dieren bestaat uit allerlei plantaardig materiaal en mest.

## Voortplanting
Sommige van deze levendbarende soorten produceren geluiden tijdens de balts om met hun partner te communiceren. De eizakjes worden eerst geheel afgescheiden van het achterlijf, waarna ze worden gedraaid en weer naar binnen getrokken, waarna ze worden uitgebroed.

## Verspreiding
Deze familie komt voor in de tropen, waar ze in grotten leven of onder de grond.